# Macrodactylus griseus
Macrodactylus griseus är en skalbaggsart som beskrevs av Moser 1918. Macrodactylus griseus ingår i släktet Macrodactylus och familjen Melolonthidae. Inga underarter finns listade i Catalogue of Life.